# 三谷村 (香川県)
三谷村（みたにむら）は、香川県木田郡にあった村。現在の高松市三谷町。

## 人口
| \| 1920年（大正9年） \| 2,631人 \| \| \| 1925年（大正14年） \| 2,587人 \| \| \| 1930年（昭和5年） \| 2,754人 \| \| \| 1935年（昭和10年） \| 2,717人 \| \| \| 1940年（昭和15年） \| 2,720人 \| \| \| 1947年（昭和22年） \| 3,369人 \| \| \| 1950年（昭和25年） \| 3,298人 \| \| \| 1955年（昭和30年） \| 3,185人 \| \| |         |  |
| 総務省統計局 / 国勢調査（1955年） |         |  |
| 1920年（大正9年） | 2,631人 |  |
| 1925年（大正14年） | 2,587人 |  |
| 1930年（昭和5年） | 2,754人 |  |
| 1935年（昭和10年） | 2,717人 |  |
| 1940年（昭和15年） | 2,720人 |  |
| 1947年（昭和22年） | 3,369人 |  |
| 1950年（昭和25年） | 3,298人 |  |
| 1955年（昭和30年） | 3,185人 |  |

## 歴史
- 1890年2月15日 - 町村制施行に伴い、山田郡三谷村と高野村の一部が合併し、三谷村が発足。
- 1899年3月16日 - 山田郡が三木郡と合併し、木田郡となる。
- 1956年9月30日 - 高松市に編入合併。同日付で三谷村が廃止。